# Džebel
Džebel (búlgaro: Джебел) é uma cidade da Bulgária, localizada no distrito de Kardzhali. A sua população era de 2.952 habitantes segundo o censo de 2010.

## População
| Džebel | Džebel | Džebel | Džebel | Džebel | Džebel | Džebel | Džebel | Džebel | Džebel | Džebel | Džebel | Džebel | Džebel | Džebel | Džebel | Džebel | Džebel | Džebel | Džebel |
| --- | ------ | ------ | ------ | ------ | ------ | ------ | ------ | ------ | ------ | ------ | ------ | ------ | ------ | ------ | ------ | ------ | ------ | ------ | ------ |
| Ano | 1887   | 1910   | 1934   | 1946   | 1956   | 1965   | 1975   | 1985   | 1992   | 2001   | 2002   | 2003   | 2004   | 2005   | 2006   | 2007   | 2008   | 2009   | 2010   |
| População |        |        |        | …      | …      | 2,203  | 3,404  | 4,647  | 2,294  | 2,839  | 2,871  | 2,902  | 2,904  | 2,901  | 2,894  | 2,889  | 2,932  | 2,944  | 2,952  |
| Fontes: Instituto Nacional de Estatísticas, „citypopulation.de“, „pop-stat.mashke.org“, Bulgarian Academy of Sciences |        |        |        |        |        |        |        |        |        |        |        |        |        |        |        |        |        |        |        |